# Коппола, Диего
Дие́го Ко́ппола (итал. Diego Coppola; родился 28 декабря 2003, Верона) — итальянский футболист, центральный защитник английского клуба «Брайтон энд Хоув Альбион» и сборной Италии.

## Клубная карьера
Воспитанник футбольной академии клуба «Эллас Верона» . В основном составе клуба дебютировал 15 декабря 2021 года в матче Кубка Италии против «Эмполи». 16 января 2022 года дебютировал в итальянской Серии A в матче против «Сассуоло». 20 апреля 2022 года продлил свой контракт с «жёлто-синими» до 2027 года.
17 июня 2025 года перешёл в английский клуб «Брайтон энд Хоув Альбион», подписав пятилетний контракт.

## Карьера в сборной
Выступал за сборные Италии до 18, до 19, до 20 лет и до 21 года.
6 июня 2025 года дебютировал за главную сборную Италии в матче против сборной Норвегии.